# Trondra
Trondra – wąska wyspa w południowo-zachodniej części Wysp Scalloway w Szetlandach. Położona na północ od wysp Burra, z którymi jest połączona mostem. Inny most łączy ją z wyspą Mainland, a dokładniej z jej południowym półwyspem. Można z niej obserwować zorze polarne.

## Ludność
Wyspa jest zamieszkana, lecz gęstość zaludnienia jest niska. Liczba populacji zmniejszała się w XX wieku, lecz odbudowała się po wybudowaniu w 1970 roku mostów łączących Trondrę z wyspą Mainland i wyspami Burra. Tradycyjnie jej mieszkańcy utrzymywali się z rybołówstwa (dawniej głównie połowu ryb na dużą skalę, obecnie połowu skorupiaków na mniejszą skalę oraz hodowli ryb) i croftingu, wyjątkowego dla Szkocji sposobu dzierżawy, opartego na małych gospodarstwach rolnych. 